# Мижевичи (Слонимский район)
Мижевичи (бел. Міжэ́вічы) — агрогородок в Слонимском районе Гродненской области Белоруссии. Административный центр Мижевичского сельсовета.

## География
Агрогородок находится в 24 км к юго-западу от Слонима, в 172 км от Гродно, в 15 км от железнодорожной станции Озерница, на участке Слоним — Ружаны автомобильной дороги Р85. Через агрогородок протекает река Гривда.

## История
С 8 января 1954 года Мижевичи находятся в составе Гродненской области.

## Население
- 1999 год — 659 человек, 271 двор[4].
- 2009 год — 520 человек.
- 2019 год — 493 человека[2].

## Инфраструктура
В агрогородке работают средняя школа, ясли-сад, центр культуры, библиотека, аптека, отделение связи. Действует коммунальное сельскохозяйственное унитарное предприятие «Мижевичи».

## Культура
- Центр культуры
- Музей ГУО «Мижевичская средняя школа Слонимского района»

## Достопримечательности и памятные места
- Церковь Рождества Богородицы[бел.] (1867 год[6]) — памятник народного деревянного зодчества.
- Братская могила советских воинов[4] —  Историко-культурная ценность Республики Беларусь, шифр 413Д000554.